# Protrinemuridae
Protrinemuridae (лат.) — семейство насекомых из отряда щетинохвосток. Ранее считалось подсемейством николетид (Nicoletiidae), в настоящее время рассматривается как самостоятельное.

## Распространение
Обитают в Юго-Восточной Азии и на Тихом океане. В ареал некоторых видов входит Таиланд. Новый вид был открыт на Сулавеси.

## Классификация
В состав семейства входят следующие роды:
- Protrinemura Silvestri, 1942
- Protrinemurella Mendes, 2002
- Protrinemuroides Mendes, 2002
- Trinemophora Schaeffer, 1897